# Piceni
Ime Piceni ali Picentini se nanaša na prebivalstvo mesta Picenum, na severnojadranski obalni ravnini antične Italije. Njihov endonim, če sploh, ni zagotovo znan. Obstajajo jezikovni dokazi, da so Picene sestavljale dve etnični skupini: skupina, ki je znanstvenikom znana kot Južni Piceni, je bilo italsko pleme, medtem ko se zdi, da so Severni Piceni imeli tesnejše povezave z neitalskimi ljudstvi.
Uporaba toponima Picenum je odvisna od časovnega obdobja. Območje med Apenini in Jadranskim morjem južno od Ancone je bilo v celotnem zgodnjem zgodovinskem obdobju v Picenumu. Med Ancono in Riminijem na severu je bilo prebivalstvo večetnično. V Rimski republiki je bila Gallia Togata, vendar je bilo znano, da so Galci združili ali izpodrinili prejšnje populacije. Ager Gallicus, kot so ga imenovali, je veljal za Galijo in Picenum. Pod Rimskim cesarstvom je bila obala južno od Riminija združena ali ponovno združena z državo južno od Ancone kot Picenum. Do takrat je bil edini govorjeni jezik latinščina.
Od Ancone proti jugu se je govoril jezik umbrijske skupine, ki se danes imenuje Južni Picene. Izpričan je predvsem v napisih. Umbrijščina je bila italski jezik  Severno od Ancone okoli Pesara o neitalskem jeziku, napisanem v različici stare italske pisave, pričajo štirje napisi (trije so zelo kratki); to je bilo zaradi priročnosti poimenovano Severni Picene. Tako pomen napisov kot odnos Severne Picene do drugih jezikov ostajata neznana. Obstajajo fonološki dokazi, da je bil tesneje povezan z indoevropsko jezikovno družino (kot na primer z etruščansko). Nekateri avtorji so severni Picene označili kot preprosto "Picene" - pod hipotezo, da predstavlja izvirni jezik v celotnem Picenu, čeprav za to še ni dokazov.

## Etnonim
Eden od endonimov Picenov ali vsaj južnih Picenov je lahko Pupeneis ali, kot pravi Edward Togo Salmon, »nekaj podobnega«, saj je to očitno etnično ime uporabljeno v štirih južnopicenskih jezikovnih napisih, najdenih v bližini Ascoli Piceno. Kasnejša izpopolnjevanja argumenta so ga povezala z latinskim imenom Poponius, kot v napisu TE 1 v bližini Terama:
apaes ...púpúnis nir
"Appaes ... poponski človek"
Povezava med Poponijanom in Picentesom, če sploh obstaja, ostaja nejasna.
V starodavnih virih ni omembe endonima, ki so ga uporabljali severni Piceni.
Prvi dokument, ki omenja latinski eksonim Picentes, je Fasti triumphales, ki beležijo za leto 268/267 pred našim štetjem zmago, dano Publiju Semproniju Sofu za zmago de Peicentibus ("nad Picentesom"), kjer je -ei- starolatinska oblika. Zdi se, da celotna skupina latinskih besed Picene, ki so bile dostavljene pozneje, sledi standardnim pravilom za tvorbo latinskih besed. Koren je Pīc-, izvor in pomen še neznana. Razširjeni Pīc-ēn- se uporablja za tvorbo pridevnika v drugem sklonu, ki se pojavlja v besednih zvezah, kot so Pīcēnus ager, »Picenska dežela«, Pīcēnae olivae, »Picenske olive« in srednji rod, uporabljen kot samostalnik, Pīcēnum. To niso sklicevanja na nobene ljudi, * Pīcēni, ampak na državo. Pīcēni, kjer se pojavlja, je rodilnik Pīcēnum in ne nominativ množine; to je "Picenum" in ne "Piceni". Podobno Pīcēnus, uporabljen sam, pomeni Pīcēnus ager, "Picene (država)" in ne pomeni enega prebivalca Picena. Ta pridevnik se nikoli ne uporablja za ljudi.
Za ljudstvo se oblikuje pridevniško deblo v tretjem sklonu: Pīc-ent-, ki se uporablja v Pīcens in Pīcentes, "a Picentine" in "The Picentines", ki sta samostalnika, tvorjena iz pridevnika. Ta pridevnik se lahko uporablja za ljudi ali druge besede, pa tudi v drugi tvorbi imena države, Pīcentum. Iz njega izhaja končno ime ljudstva, Pīcentini. Zgodovinski vrstni red, v katerem so se te besede pojavile, oziroma ali izvirajo ena od druge, ostaja neznan.

## Mitologija o izvoru Picenov
Po Strabonu so bili Piceni sabinski kolonisti, čeprav o tem dvomijo novejši učenjaki, ki vidijo južne Picene vsaj kot tesneje povezane s Sabeljci.
Strabon pripoveduje tudi legendo, da je žolna (latinsko: picus) vodila pot v Picenum za ljudi, ki so postali Piceni in očitno je bila ljudska etimologija njihovega etnonima "tisti žolna". Strabon je prav tako poročal o mitih, da so druge regije Italije kolonizirali ljudje, ki so se zanašali na božansko navdihnjeno vodenje ritualno izbrane živali: bika za Sabince in volka za Hirpine, tj. "tisti volk" ali povodnega konja. Očitno je žolna igrala vlogo v veri in kulturi Picenov, kar potrjuje, da je žival vir njihovega endonima. Sodobni zagovorniki teorije so: Joshua Whatmough (pod vplivom Jamesa Georgea Frazerja) je verjel, da imajo številna italska ljudstva plemenske toteme. Po Whatmoughu naj bi Italia pomenila "dežela telet", medtem ko je več ljudstev na različne načine cenilo volkove, vključno s Hirpini, Rimljani in Lucani (katerih ime je očitno izhajalo iz korenine, kot je * luco- - "volk".)

## Zgodovina
Leta 299 pred našim štetjem so Rimljani zavzeli Nequinum, mesto Umbrov, ga kolonizirali in ga preimenovali v Narni (po reki Nar). Sklenili so tudi pogodbo z ljudstvom, ki ga Tit Livij imenuje Picentes (uporabljeni izraz je cum Picenti populo -  "s Picentinci"). Leta 297 pred našim štetjem so Piceni opozorili rimski senat, da so se nanje obrnili Samniti in prosili za zavezništvo v ponovnih sovražnostih z Rimom. Senat se jim je zahvalil.
Po skoraj 30-letnem presledku se Picentes znova pojavi v popolnoma drugačnem odnosu z Rimom. Ager Gallicus na severovzhodni obali Italije so že nekaj časa naseljevale različne etnične skupine, predvsem Piceni, Etruščani in Galci. Ancono so tja postavili sicilski Grki; severno od nje so prevladovali Galci. Leta 283 pred našim štetjem so Rimljani po vrsti zmag nad Galci, vključno z bitko pri Vadimonskem jezeru, izgnali galske Senone iz obalne regije in jo priključili k Anconi, nato pa je postala Gallia Togata. Leta 268 pred našim štetjem sta dve konzularni vojski premagali Picene v Galiji Togati. Očitno so se uprli Rimu, verjetno leta 269.
Ancona in Asculum sta ostala neodvisna, preostali del Picenuma pa je bil priključen. Rimljani so postavili še dve koloniji, da bi jo obdržali: Ariminum leta 268 in Firmum leta 264. Med temi leti so preselili veliko število Picentesov v Kampanijo, dali so jim zemljišča v Pestumu in na reki Silarus ter jim pomagali zgraditi mesto Picentia. V Salernum so postavili tudi garnizon, ki jih je spremljal. Strabon poroča, da so v njegovem času iz mesta izselili v korist vasi, raztresenih po regiji Salerno. V Ptolemajevih časih (2. stoletje n. št.) je prebivalstvo, ki ga je poimenoval Picentini, še vedno v Salernumu in Surentumu.
Piceni so bili razdeljeni med konfederacijsko vojno (91–87 pr. n. št.), pri čemer so se nekateri borili proti Rimu za rimsko državljanstvo, drugi pa so ostali zvesti. Vsi Piceni so po vojni dobili polno rimsko državljanstvo.

## Genetika
Analiza materinih haploskupin iz starodavnih in sodobnih vzorcev iz leta 2017 je pokazala precejšnjo genetsko podobnost med sodobnimi prebivalci osrednje Italije in starodavnimi predrimskimi prebivalci naselja Novilara v provinci Pesaro ter dokaze o znatni genetski kontinuiteti v regiji od predrimskih časov do danes glede mitohondrijske DNK.